# Lista de prefeitos de Sítio Novo (Rio Grande do Norte)
Esta é a lista de prefeitos de Sítio Novo, município brasileiro do estado do Rio Grande do Norte.
| Nº | Prefeito                             | Imagem                    | Partido     | Início de mandato       | Fim de mandato          | Vice-prefeito                      | Observações                   |
| -- | ------------------------------------ | ------------------------- | ----------- | ----------------------- | ----------------------- | ---------------------------------- | ----------------------------- |
| 1  | José Nunes de Carvalho               |                           |             | 1º de janeiro de 1959   | 31 de janeiro de 1960   | ―                                  | Prefeito nomeado              |
| 2  | Lourival Ferreira de Lima            |                           | UDN         | 31 de janeiro de 1960   | 31 de janeiro de 1965   | Paulo Ferreira de Lima             | Prefeito e vice eleitos       |
| 3  | Paulo Ferreira de Lima               |                           | UDN         | 31 de janeiro de 1965   | 31 de janeiro de 1970   | Francisco Belarmino Dantas         | Prefeito e vice eleitos       |
| 4  | Maria Aparecida Ferreira de Medeiros |                           | ARENA       | 31 de janeiro de 1970   | 1971                    | José Serafim Filho                 | Prefeita e vice eleitos       |
| 5  | José Serafim Filho                   |                           | ARENA       | 1971                    | 31 de janeiro de 1973   | ―                                  | Vice-prefeito eleito no cargo |
| 6  | Francisco Chagas da Silva            |                           | ARENA       | 31 de janeiro de 1973   | 18 de fevereiro de 1975 | Luis Cardoso da Silva              | Prefeito e vice eleitos       |
| 7  | Antônio Olegário dos Santos          |                           | Sem partido | 18 de fevereiro de 1975 | 31 de janeiro de 1977   | ―                                  | Interventor Estadual          |
| 8  | Luis Cardoso da Silva                |                           | ARENA       | 21 de janeiro de 1976   | 31 de janeiro de 1977   | ―                                  | Vice-prefeito eleito no cargo |
| 9  | Francisca Ferreira de Carvalho       |                           | ARENA       | 31 de janeiro de 1977   | 31 de janeiro de 1983   | não encontrado                     | Prefeita e vice eleitos       |
| 10 | João Raimundo Sobrinho               |                           | PMDB        | 31 de janeiro de 1983   | 31 de dezembro de 1988  | não encontrado                     | Prefeito e vice eleitos       |
| 11 | Francisco Canindé Mafra              |                           | PL          | 1º de janeiro de 1989   | 31 de dezembro de 1992  | não encontrado                     | Prefeito e vice eleitos       |
| 12 | João Raimundo Sobrinho               |                           | PFL         | 1º de janeiro de 1993   | 31 de dezembro de 1996  | não encontrado                     | Prefeito e vice eleitos       |
| 13 | Paulo Ferreira de Lima               |                           | PPB         | 1º de janeiro de 1997   | 21 de dezembro de 1998  | Francisco Hudson Xavier Cunha      | Prefeito e vice eleitos       |
| 14 | Francisco Hudson Xavier Cunha        |                           | PP          | 21 de dezembro de 1998  | 31 de dezembro de 2004  | ―                                  | Vice-prefeito eleito no cargo |
| 14 | Francisco Hudson Xavier Cunha        | não encontrado            | PP          | 21 de dezembro de 1998  | 31 de dezembro de 2004  | Prefeito e vice eleitos            |                               |
| 15 | Wanira de Holanda Brasil             |                           | PSB         | 1º de janeiro de 2005   | 31 de dezembro de 2012  | Evanilda Mafra Dantas              | Prefeita e vice eleitas       |
| 15 | Wanira de Holanda Brasil             | Prefeita e vice reeleitas | PSB         | 1º de janeiro de 2005   | 31 de dezembro de 2012  | Evanilda Mafra Dantas              |                               |
| 16 | Richardson Xavier Cunha              |                           | PR          | 1º de janeiro de 2013   | 31 de dezembro de 2016  | Manoel Edmilson Belarmino          | Prefeito e vice eleitos       |
| 17 | Francisco Edilson Fernandes Júnior   |                           | PSD         | 1º de janeiro de 2017   | 31 de dezembro de 2020  | Lucinalva Régia de Lira            | Prefeito e vice eleitos       |
| 18 | Andrezza Brasil Souto Bezerra        |                           | PT          | 1º de janeiro de 2021   | até a atualidade        | Gesenilda Maria da Silva Belarmino | Prefeita e vice eleitas       |
| 18 | Andrezza Brasil Souto Bezerra        | Prefeita e vice reeleitas | PT          | 1º de janeiro de 2021   | até a atualidade        | Gesenilda Maria da Silva Belarmino |                               |